# Brian K. Vaughan
Brian Kelsey Vaughan (1976, Cleveland, Ohio) es un guionista de cómic estadounidense conocido por sus trabajos en Y: El último hombre, Ex Machina, Runaways, Los Leones de Bagdad, The Private Eye y Saga.

## Biografía

### Juventud y primeros pasos
Como un estudiante universitario de la Universidad de Nueva York, Vaughan tomó parte en el Proyecto Stan-hattan, una clase para guionistas de cómic inexpertos. El primer trabajo de Vaughan fue el número 43 de la colección Cable (mayo de 1997).

### Carrera reciente
También ha escrito varios guiones televisivos, obras de teatro e historias cortas, pero prefiere dedicarse a escribir cómics. En una entrevista dijo que prefiere escribir sus propias creaciones como Y: El último hombre y Ex Machina porque no cree que sea el mejor trabajando con personajes ya existentes.

## Premios y nominaciones
Premios Eisner:
- 2008[1][2]

Mejor Serie junto con Pia Guerra y José Marzan Jr. por Y: El último hombre.
Mejor Serie Nueva junto con Joss Whedon, Georges Jeanty y Andy Owens por Buffy the Vampire Slayer, Season 8 de la editorial Dark Horse.
Nominación como Mejor Guionista a Brian K. Vaughan por su trabajo en Buffy the Vampire Slayer, Season 8 de la editorial Dark Horse, Ex Machina e Y: El último hombre.
- 2006[3]

Nominación Mejor Guionista, Mejor Historia Serializada y Mejor Serie Regular por Ex Machina.
Nominación Mejor Historia Serializada por Y: El último hombre.
- 2005

Mejor Guionista, por Y: El último hombre, Runaways, Ex Machina y Ultimate X-Men.
Mejor Serie Nueva junto a Tony Harris y Tom Feister por Ex Machina.
Premios Harvey:
- 2008

Nominación Mejor Guionista por Y: El último hombre.
- 2007

Mejor Novela Gráfica Original por Los Leones de Bagdad.
Nominación Mejor Guionista por Y: El último hombre.
- 2006

Nominación Mejor Serie o Serie Limitada por Y: El último hombre.
Mejor Serie o Serie Limitada por Runaways.
- 2005

Mejor Serie Nueva por Ex Machina.
- 2004

Nominación Mejor Guionista por Y: El último hombre.
- 2003

Nominación Mejor Serie Nueva por Y: El último hombre.
Otros premios:
- 2006

Mejor Guionista de Cómics, según la revista Wizard.

### Marvel Comics
- 411 número 2
- Capitán América: Centinela de la Libertad números 5 y 7
- Dr. Extraño: El Juramento
- Ka-Zar Annual '97 (1997)
- Mística números del 1 al 13
- Runaways (Vol. 1) números del 1 al 18, (Vol. 2) números del 1 al 24
- Spider-Man/Doctor Octopus: Exposición Negativa números del 1 al 5
- The Hood números del 1 al 6
- Ultimate X-Men números del 46 al 65, Anual número 1
- Wha...Huh? número 1
- What If número 112
- Wolverine número 131
- X-Men Icons: Cíclope números del 1 al 4
- X-Men Icons: Cámara números del 1 al 4
- X-Men 2 Movie Prequel: Lobezno

### DC Comics / Vertigo / Wildstorm
- Batman números del 588 al 590
- Batman: Gotham City Secret Files & Origins
- Detective Comics número 787
- Ex Machina
- Ex Machina Special Edition números 1 y 2
- Green Lantern and Adam Strange número 1
- Green Lantern and the Atom número 1
- Green Lantern: Circle of Fire números 1 y 2
- JLA Annual número 4
- Midnighter número 7
- Los Leones de Bagdad
- Sins of Youth: Secret Files & Origins número 1
- Sins of Youth: Wonder Girls número1
- Superman Annual número12
- La Cosa del Pantano (Vol. 3) números del 1 al 20
- Titanesnúmero 14
- Vertigo Secret Files & Origins: La Cosa del Pantano número 1
- Vertigo: Winter's Edge número 3
- Wonder Woman vol. 2, números del 160 y 161
- Young Justice número 22
- Y: El último hombre Los 60 números de la serie.

### Dark Horse Comics
- Buffy la cazavampiros Temporada 8 números del 6 al 9: No Future For You
- The Escapists números del 1 al 6
- Michael Chabon Presents: The Amazing Adventures of the Escapist (antología) número 8. La historia de Vaughan fue reimpresa como The Escapists número 1.
- Michael Chabon Presents: The Amazing Adventures of the Escapist (antología) número 3. Titulado "To Reign in Hell."

### Image
- Saga En desarrollo (Con Fiona Staples, 2012-...)
- Paper Girls, con Cliff Chiang y Matt Wilson, (2015-2019)
- We Stand On Guard números del 1 al 6 (con Steve Skroce y color por Matt Hollingsworth, 2015)
- Barrier números del 1 al 5 (con Marcos Martin y Muntsa Vicente, 2018)[5]

### Panel Syndicate
- The Private Eye números 1 al 10 (con Marcos Martín y Muntsa Vicente, 2013-2015)
- Barrier números del 1 al 5 (con Marcos Martin y Muntsa Vicente, 2018)
- The Walking Dead: The Allien (con Marcos Martín, 2016)

## Otros trabajos

### Televisión
- Perdidos (editor ejecutivo argumental) (2006)[6]
  - 3.17 - Catch-22 – 18 de abril de 2007 (con Jeff Pinkner)

Under the Dome 2013 (TV Series)Guion (Novela: Stephen King)Serie de TV. Ciencia ficción. Terror. Drama

### Cine
- Y: El último hombre (Guion)[7]
- Ex Machina[8]